# Bad Alexandersbad
Bad Alexandersbad är en kommun och kurort i Landkreis Wunsiedel im Fichtelgebirge i Regierungsbezirk Oberfranken i förbundslandet Bayern i Tyskland.
Kommunen ingår i kommunalförbundet Tröstau tillsammans med kommunerna Nagel och Tröstau.
Året 1734 upptäcktes en källa med mineralrikt vatten som ansågs ha läkande egenskaper. Området köptes av markgreve Karl Alexander av Brandenburg-Ansbach och Brandenburg-Bayreuth som 1782 lät bygga ett slott och ett hotell i orten. Dessutom uppkallade han samhället efter sig själv. En representativ byggnad för ortens gäster byggdes 1838. Mellan 1900 och 1945 drabbades orten på grund av världskrigen av ekonomiska problem. Byggnaderna blev barnhem och lasarett. Kurverksamheten kom åter igång och sedan 1976 bär orten det officiella namnet "Bad". Året 2017 invigdes en större badanläggning med bland annat bastu, gym och café.